# Pista d'aterratge

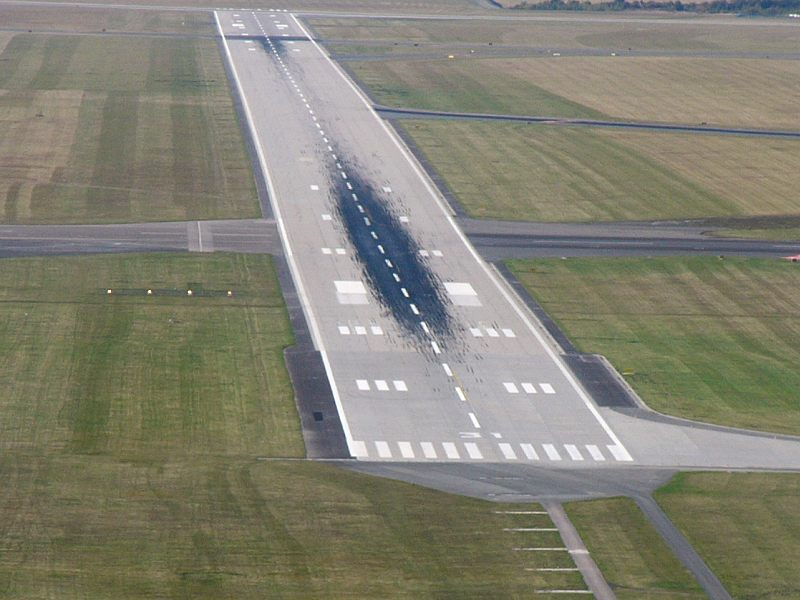
La pista d'aterratge 31 de l'aeroport Ruzyně, situat a Praga, la República Txeca

La pista d'aterratge és la superfície d'un camp d'aviació o d'un aeroport, i també d'un portaavions, sobre la qual els avions prenen terra i frenen. La pista d'aterratge és al mateix temps la pista d'enlairament, en la qual els avions acceleren fins a arribar a la velocitat que els permet enlairar-se. En espanyol és més habitual parlar de pista d'aterratge que de pista d'enlairament. En anglès existeix una única paraula per a ambdós termes, que és "runway". El pilot i el controlador aeri utilitzen simplement l'expressió "pista" quan es comuniquen entre ells.

## Mides i formats
La pista d'aterratge i enlairament és un tram recte i llis, que en els camps d'aviació menuts està traçat sobre herba o sobre terra, i que en els camps d'aviació majors i en els aeroports està asfaltat o cobert de ciment. El gruix de la base de la pista depèn del tipus i grandària dels avions que la utilitzaran. Així, per exemple, les pistes destinades als grans avions requereixen una base extremadament gruixuda (entre 3 i 5 m aproximadament) resistent per a suportar el pes elevat de tals aparells.
Les dimensions de les pistes d'aterratge i enlairament varien també segons els models d'avions que les utilitzen. Els grans aeroports disposen generalment d'una o de diverses pistes amb una longitud de fins a 3 quilòmetres. Els grans avions, amb plena càrrega de combustible i de passatgers, com el Boeing 747 o l'Airbus 340 requereixen pistes d'almenys 2,5 km per a enlairar-se i per a aterrar de manera segura. Per contra, avions de passatgers menuts necessiten pistes que no superen un quilòmetre. En el cas de les bases aèries militars succeeix el mateix. Els tipus d'avions que s'hi enlairen i aterren determinen les dimensions de les pistes.
Excepcionalment, en el cas dels portaavions la pista d'aterratge és distinta de la pista d'enlairament. El motiu és que han de poder utilitzar-se ambdues pistes simultàniament. La seua pista d'enlairament és molt curta, d'uns 100 metres, de manera que els avions han de ser accelerats en pocs segons de 0 a 200 km/h mitjançant catapultes per a poder enlairar-se. La pista d'aterratge és una mica més llarga, d'uns 200 metres, longitud que obliga a utilitzar cables de frenat perquè els avions poden aterrar. No obstant això, ha d'observar-se que en el cas d'un portaavions, les operacions es realitzen amb el vaixell navegant a màxima velocitat en contra del vent, si n'hi ha, per la qual cosa l'avió es veu beneficiat amb un vent frontal virtual que pot ser almenys de 25 nusos, pel que els requeriments de longitud de pista es veuen disminuïts. Si hi ha un vent de vint nusos, aquest se sumarà a la velocitat del navili, o siga, que l'avió, aparcat abans de ser catapultat per a enlairar-se, pot ja estar gaudint de 45 nusos de vent en cara. Si es permet el símil, un portaavions és un aeroport amb vent de proa incorporat.
La pista d'aterratge i enlairament pot tenir solament uns pocs graus d'inclinació, ja que un pendent major afectaria a la velocitat dels avions en enlairar-se i aterrar.
Les pistes es construeixen de tal manera que s'adapten de manera òptima als vents predominants en el lloc. Tant per a enlairar-se com per a aterrar és desitjable que el vent bufe de front, ja que amb això disminueix la longitud de pista requerida. Ha de considerar-se que la velocitat d'enlairament o d'aterratge d'un avió, no és la registrada pel que fa al sòl, sinó en relació amb la massa d'aire circumdant. És la raó per la qual els velocímetres dels avions, en el seu caràtula, exhibeixen el rètol AIR SPEED (velocitat de l'aire). Per contra, el vent de través origina dificultats als pilots en les maniobres d'enlairament i, sobretot, d'aterratge.

## Nomenclatura de les pistes
L'adreça de la pista és indicada en graus magnètics, eliminant l'última xifra. Una pista l'adreça de la qual és, per exemple, cap a l'est, o siga 90 graus, tindrà per tant com denominació 09, i una pista l'adreça de la qual és cap al sud-est, o siga 225 graus, s'identificarà com 22.
Cada pista és denominada amb dos nombres, un per a cadascuna de les dues adreces. Si, per exemple, una pista té en una adreça la denominació 04, la seua identificació en l'adreça oposada serà 22. Aquests nombres estan pintats en caràcters molt grans, en blanc, sobre la superfície de la pista en els seus dos extrems, de manera que puguen ser reconeguts pels pilots des de l'aire a certa distància. Si un aeroport disposa de dues pistes que transcorren paral·lelament, i que per això estan identificades amb el mateix nombre, s'afig a continuació del nombre una R (de l'anglès Right) en la pista dreta, i una L (de Left) en la pista esquerra. En tal cas, les dues pistes podrien tenir, per exemple, els identificatius 07R i 07L. Si l'aeroport disposa fins i tot d'una tercera pista paral·lela a les altres dues, la denominació de la pista del centre serà en aquest exemple 07C (de Center).
- Exemple: en l'Aeroport de la Ciutat de Mèxic la pista 05L està cap als 50 graus i a l'altra capçalera s'anomena pista 23R.

- Exemple 2: en el mateix aeroport de l'exemple anterior, hi ha 2 pistes que es troben cap al mateix sentit, i són la 05L (Left, 5 esquerra), i la 05R (Right, 5 dreta), anàlogament les de l'altre costat són la 23L i la 23R

Un cas especial com és el de l'Aeroport Internacional de Dallas-Fort Worth, ja que de les seues 7 pistes d'aterratge i enlairament (un dels aeroports amb més pistes del món), 5 són paral·leles necessita utilitzar un procediment un poc distint. A les dues pistes situades a l'oest les hi dona la denominació de 36L i 36R, i a les tres restants se'ls resta un nombre quedant en 35L, 35C i 35R. No és del tot correcte, però és la millor manera de determinar-les.
Les pistes d'aterratge i enlairament disposen d'una senyalització blanca pintada sobre la superfície l'objectiu de la qual és informar als pilots al enlairar-se, i sobretot al aterrar, sobre els diversos trams i distàncies de la pista, així com sobre el seu eix longitudinal central, per a facilitar-los les maniobres.
Per als enlairaments i aterratges nocturns i en condicions de visibilitat reduïda, com en el cas de boira, les pistes estan il·luminades mitjançant llums que senyalitzen els seus costats, l'eix longitudinal central, els diversos trams de la pista, així com el seu començament i el seu final. Per als aterratges en aquestes condicions les pistes de certa importància disposen de balises d'aterratge que s'instal·len en una longitud de diversos centenars de metres per davant de la pista, i que consten de focus muntats en un ordre determinat.

## Distàncies declarades[1]
Les distàncies disponibles d'enlairament i aterratge, corresponen a una pista determinada i es troben a la publicació d'Informació Aeronàutica (AIP) i es donen utilitzant els següents termes:
- Recorregut d'enlairament disponible (TORA, TakeOff Run Avalaible): Longitud de pista que s'ha declarat disponible i adequada pel recorregut en terra d'un avió que s'enlairi.
- Distància d'enlairament disponible (TODA, TakeOff Distance Avalaible): Longitud del recorregut d'enlairament disponible més la longitud de la zona lliure d'obstacles, si existeix.
- Distància d'acceleració - parada disponible (ASDA, Accelerate-Stop Distance Avalaible): Longitud del recorregut d'enlairament disponible més la longitud de la zona de parada, si existeix.
- Distància d'aterratge disponible (LDA, Landing Distance Avalaible): Longitud de la pista que s'ha declarat disponible i adequada pel recorregut en terra d'un avió que aterri.